# Qatar World Rally Team
Qatar World Rally Team va ser un equip de ral·li privat qatarià, el qual va disputar diferents proves del Campionat Mundial de Ral·lis els anys 2012 i 2013, inscrivint-se dins del campionat de constructors, acabant sisè al 2012 i quart al 2013. Els seus pilots més destacats foren Nasser Al-Attiyah i Thierry Neuville.

## Trajectòria
La temporada 2012, l'equip estigué gestionat des de França per Citroën Racing, competint amb un Citroën DS3 WRC. El pilot principal fou Nasser Al-Attiyah, qui disputà vuit dels ral·lis del campionat, aconseguint com a millor resultat un quart lloc al Ral·li de Portugal. Puntualment també disputaren alguna prova Thierry Neuville, Chris Atkinson i Hans Weijs.
De cara a la temporada 2013, l'equip passa a gestionar-se des de M-Sport, traslladant la seva seu a Cumbria (Anglaterra) i disputant els ral·lis amb un Ford Fiesta RS WRC. El belga Thierry Neuville disputa tots els ral·lis del campionat, aconseguint acabar al podi en 7 de les proves i finalitzant segon del Campionat, tan sols superat per Sébastien Ogier amb un Volkswagen Polo R WRC. Nasser Al-Attiyah disputaria amb l'equip cinc ral·lis, Juho Hänninen dos ral·lis i Matthew Wilson un ral·li.